# Église Saint-Germain de Cézens
L'église Saint-Germain est une église catholique située sur la commune de Cézens, dans le département français du Cantal, en France.

## Historique
L'édifice est classé au titre des monuments historiques par arrêté du 14 janvier 1930.

## Mobilier
La base Palissy inventorie 5 objets dont le retable.